# 渭干灌区
渭干灌区是中国新疆维吾尔自治区阿克苏地区的一个灌区，其水源为渭干河。灌区设计面积240.3万亩，实际面积为110.9万亩，进水闸设计流量为200立方米每秒。